# Les Précieuses ridicules
Les Precioses ridicules és una comèdia en un acte i en prosa de Molière, representada per primera vegada a París el 18 de novembre de 1659 al Théâtre du Petit-Bourbon. La peça era la segona part de Cinna de Corneille. Poc representada en vida de Molière, Les Précioses ridicules va tenir després un èxit considerable, que es va manifestar per l'aparició d'una moda literària nova, la sàtira de les «precioses» i de la «preciositat», termes popularitzats per la peça de Molière, amb la realitat del fenomen que designen avui dia considerada problemàtica.